# 村正
村正是在伊勢國桑名（今三重縣桑名市）的刀匠一族的名字，也是他们所打造的日本刀的名字。別名為「千子村正」。当时村正家族所鑄造的刀均稱為村正，后因历史原因也出现一些名为村正的日本刀。

## 风格

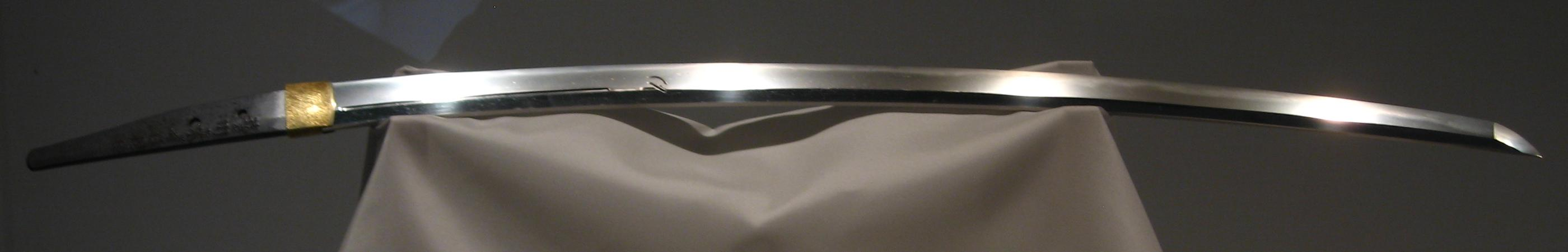
勢州桑名住村正，東京國立博物館所藏

下记为末古刀期的村正派的一般作品風格。
- 構造
- 地鐵
- 刃文

## 村正刀的来历
室町时代到江户时代初期，伊势桑名地区的村正一族乃是有名的刀匠，曾铸造从短刀到枪多种类型。其铸造的刀具品质较好，并都以“村正”命名。村正的初代名字是左卫门尉，现存由他制作最早的村正刀是文龟元年（1501年）打造的，这把刀上还有“势州桑名住右卫门尉藤原村正”的长铭。现存村正中，最为有名的被称做“妙法村正”的刀。此刀在刀身上刻有龙，插入刀鞘中的部分刻有“妙法莲华经”文字，由此推断村正和日莲宗可能有着很深的渊源。这是在永正十年（1513年）铸造的刀，估计是第三代村正的作品。

## 「妖刀村正」的傳說
在德川家還是用三河地區「松平」的姓氏之時，德川家康的祖父松平清康在天文4年（1535）年尾，與織田家作戰時被家臣阿部彌七郎用村正刀「千子村正」砍死。相傳當時是由右肩斬至左腹。
德川家康的父親松平廣忠在天文14年（1545年），突然被近臣岩松八彌刺殺。巧合的是，岩松所拿的刀也是村正打造的刀。
家康的嫡男信康被織田信長懷疑和武田家勾通而切腹自殺，切腹用的刀是势州村正。
德川家康在關原合戰中被村正所打造的槍斬傷了手指。
德川家的種種經歷使得此后家康下令廢除村正所打造的武器，並禁止使用，因為德川家康認為村正打造的武器對德川家會不利，並認為村正打造的武器是在詛咒德川家，且在這時期的武將對於這詛咒是相當地迷信，所以村正的刀才被稱作「村正妖刀」。
因為村正所打造的武器仍是不錯的作品，所以有人將所持的村正改名为正宗或者正宏，或者将村正的名字消去继续佩带使用，但是在當時仍是不合法的。对德川幕府持反对态度的大名福岛正则和真田幸村等对村正格外看重，以「打倒幕府」的念头秘密收藏。在幕末时期，「在德川家作祟的妖刀」这一说法被倒幕人士利用，在自己的配刀上刻上「村正」的刀铭，其中较有名的是倒幕派公家三条实美自太宰府天满宫进行倒幕祈愿时奉纳的村正短刀，西乡隆盛也有以村正短刀和铁扇护身的逸话。
其實單就武器的品質而言，村正的刀鋒利無比，重量輕，可稱是一等一的好刀。

### 傳說的真偽
如果照史實資料所記載的資料來看，村正刀的產地伊勢國（也就是現今的三重縣）與德川家所在的三河國的地理位置非常的接近，且當時周圍除了村正外便沒有其他有名的刀，所以很多人都是使用村正刀，其中也包括了德川家，這解釋了為什麼德川家常常被村正所傷，因此按現在的觀點，村正打造的武器在德川家發生凶事比率很高其實相當正常。

## 其他與妖刀村正有關的小故事
與德川家沒有關係的村正怪談越來越多。現今我們對於村正為妖刀的印象正是那時候建立的，是不是當時的民眾都相信，流傳又有多廣等都已無法考證，但是以村正為惡源的事件在江戶時代已有很多的書籍記錄。
- 據不可考證時間的記載，有一位叫做松平外記的武士陷入狂亂，將自己的朋友殺害之後又自殺。他所使用的就是沒有刻名字的村正刀。（出自於〈半日閒話〉）
- 有一位刀商得到一把村正刀，他將村正的名字消掉並刻上正宗的名字，但是不知道為什麼他用此刀將自己的妻子殺害了。（出自於〈耳囊〉）
- 有一位小偷將某戶人家代代相傳的村正偷走，後來一不小心被刀切掉自己的手腕。（出自於福井縣民間傳說）
- 戰前，東北大學工學博士本多光太郎，有做刀具用的切割鋒利度測量儀，大家覺得拿來測量古今名刀應該會很有趣。不過，只有被稱為妖刀村正的那把刀，每次測量所得到的數據都不固定。科學雜誌《牛頓》刊出了這則小故事。本多先生從這個事件，在研究室成了話題：「這個說是真的『村』正」，那老師開了這個玩笑。（日文中的村（むら），與斑同音，有「易變、不定」的意思）
- 作为日本妖刀的代表，村正的形象又经过民众的“培养”，后来又衍生出村雨的型态。村雨在曲亭马琴的《南总里见八犬传》中登场。此刀拔出杀人的时侯，带着杀气的刀锋会有露水。斩杀人之后，从刀锋会有水流出清洗血迹。这种情景就像雨露清洗叶子一样，因此被称为“村雨”。
- 由于村正（Muramasa）和村雨（Murasame）仅差一字，部分小说、动漫、游戏中将此兩把刀联系到一起，並认为村雨是村正的进化版。实际上兩把刀是没有任何联系的。

## 有出現村正的作品
- 機動戰士骷髏鋼彈（漫畫） 登場MS其中之一的骷髏鋼彈X3的武器為村正狂刀。
- 魔界轉生（電影） 1981年 製作：東映、角川春樹事務所  監督：深作欣二 村正:丹波哲郎
- 一騎當千（漫畫） 作品中的人物，趙雲（趙子龍）所使用的武器為村正。
- 鬼眼狂刀（漫畫） 刀工村正本人及其打造的刀均出現在作品中。
- 朧村正（遊戲）一款由VANILLAWARE.Ltd開發，MMV發行的Wii動作遊戲。2013年該遊戲推出了ps vita版本。
- Wizardry（遊戲） 在作品中為武士所能使用的最強武器。
- 死神（動畫原創篇）一把实体化的斩魄刀，能控制對方斩魄刀的操控權以及對其實體靈魂進行洗腦使其反抗主人並實體化。
- 銀魂（漫畫）土方十四郎無意間入手的妖刀「村麻紗」（日語發音同村正）
- 刀劍亂舞（遊戲）刀派之一，目前實裝的有三大名槍之一的蜻蛉切和三花打刀千子村正。
- 織田信長傳（遊戲）製作：日本光榮公司（KOEI），村正為遊戲中數值最高的寶物。
- 忍豆風雲3（遊戲）夜遊神的主要武器
- 大航海時代IV（遊戲）製作：日本光榮公司（KOEI），村正妖刀作為寶物出現。
- 裝甲惡鬼村正（日本成人遊戲）
- 名侦探柯南 迷宫的十字路（动画中，服部平次在与最后凶手交战时的使用刀就是村正。）
- C3 -魔幻三次方-（動畫）人形禍具村正木葉的本體。
- 仙境傳說（遊戲）村正翻譯為名刀不知火。
- 魔獸世界（遊戲）物品来源 掉落 太阳之井高地 熵魔
- 忍者外傳（遊戲）遊戲中的雙刀介紹詞條中寫道這對刀由村正所造。
- 炎龍騎士團外傳-風之紋章（DOS遊戲）劇中人物裘娜於第十九章蛇口之道在滿足必要條件之後可取得一把妖刀村正
- 洛克人EXE（遊戲）GameBoyAdvance遊戲内的晶片。
- 泰坦任務（遊戲）遊戲内的其中一種武器裝備。
- 依露娜戰紀（遊戲）遊戲裡面的一種武器
- 弹弹堂（遊戲）遊戲裡面的一種武器
- 怪物彈珠（遊戲）遊戲內超究極程度關卡所跌落的一隻寵物
- 勇者神域（遊戲）遊戲內的一位龍魂劍魄的雙週副本角色
- 地下城与勇士（遊戲）是地下城与勇士国服中90级史诗武器，太刀。
- 御靈錄otogi（遊戲）遊戲裡面御三家其一角
- 天晴傳～伏龍之章（遊戲）遊戲裡面主角［幻斗］可以使用的一種武器，同時也是必定會取得的劇情物品，在覺醒前叫做［村雨］，村長用其自殺後靈魂便寄宿在這把刀裡面。
- 決戰平安京(遊戲) 式神妖刀姬為村正妖刀所化
- 陰陽師（遊戲）网易开发的卡牌类遊戲中，式神妖刀姬为妖刀村正所化。
- Crash Fever（遊戲）是遊戲內排行榜票券抽出的角色。
- 斬！赤紅之瞳 （動畫）中女主角赤瞳使用的武器（帝具）一斬必殺：村雨。
- Fate/Grand Order，千子村正本尊以附身於Fate/stay night主角衛宮士郎的形式登場，職介為Saber
- 天華百劍-斬- （页面存档备份，存于）（遊戲）遊戲內其中一名巫劍
- 崩壞3rd（遊戲）遊戲裡面的二星武器,太刀
- 神魔之塔（遊戲）遊戲內的一個地獄級關卡副本角色
- 潛龍諜影崛起 再復仇中，塞繆爾的刀就是妖刀村正的高週波化版本，很多人誤認為那是村雨，但實際上這把刀的名字正是村正，是一把太刀！